# Tim Niedernolte

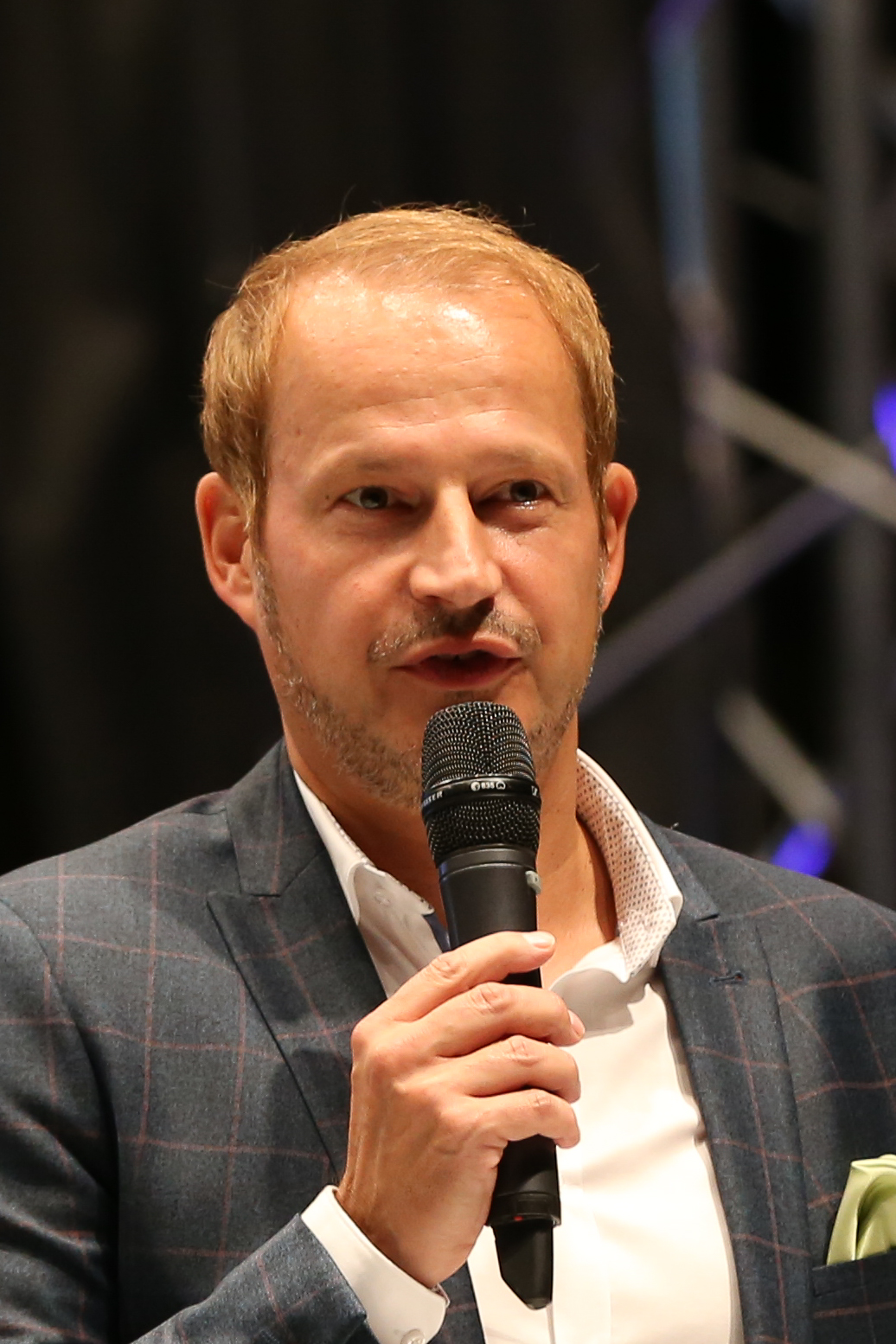
Tim Niedernolte (2021)

Tim Niedernolte (* 21. September 1978 in Bünde) ist ein deutscher Fernsehmoderator.

## Leben
Niedernolte begann 2000 als freier Mitarbeiter bei MDR Jump. Parallel zu weiteren Engagements bei NDR 2, Radio Gong 96,3, freier Autor für MDR, Reporter und Moderator für Deutsche Welle TV  und RTL München live, studierte er Kommunikationswissenschaft, Französisch und Literaturwissenschaft an der Ludwig-Maximilians-Universität München. Er schloss das Studium 2006 als Magister Artium ab.
2006 moderierte er kickoff2006 für Bibel-TV, danach bis 2009 Premiere Fußball und von 2009 bis 2012 SKY Fussball. Von 2008 bis 2010 moderierte er DTTL – Deutsche Tischtennis Liga bei Sport1 und von Mai 2010 bis September 2014 logo! von ZDF/KiKA.
Ab Januar 2014 gehörte Niedernolte zum Moderatorenteam der heute-Nachrichten im ZDF. Seine erste Sendung war die Silversterausgabe 2013/2014 um 0:30 Uhr. Von Mitte Januar bis Juni folgten Einsätze bei Früh- und Spätausgaben sowie den Nachrichten im Rahmen des ZDF-Morgenmagazins.
Seit September 2014 moderiert Niedernolte vertretungsweise hallo deutschland. Von 2015 bis 2023 war er zudem im Wechsel mit Babette von Kienlin als Moderator in der drehscheibe zu sehen, wobei er im Jahr zuvor bereits als Vertretung fungierte. 2020 fand ein Moderatorenwechsel bei den beiden Formaten hallo deutschland und der drehscheibe statt. Inzwischen ist Niedernolte Hauptmoderator von hallo deutschland.
Sein Buch Wunderwaffe Wertschätzung (2018) basiert auf Gesprächen mit Prominenten wie Dunja Hayali, Christian Rach oder Marcell Jansen.
Seit Januar 2020 begleitet er in der RTL-II-Sendung Das Berlin Projekt Obdachlose auf ihrem Weg in ein neues Leben.
Niedernolte lebt in Berlin.

## Engagement
Tim Niedernolte beteiligt sich an nichtkommerziellen christlichen Projekten. 2011 moderierte er JesusHouse. Mit Torsten Hebel betreut Niedernolte das Berliner Sozialprojekt „blu:boks“. 2006 moderierte er die Aktion „kickoff2006“. Dabei wurde auch gemeinsam mit World Vision Deutschland ein Straßenkinderprojekt in Bolivien unterstützt.
Niedernolte ist seit 2017 Jubiläumsbotschafter der von Bodelschwinghsche Stiftungen Bethel.

## Veröffentlichung
- Wunderwaffe Wertschätzung: Vom großen Glück einer einfachen Lebenshaltung. Asslar: Adeo, 2013  ISBN 978-3863341817